# Charadra jalapensis
Charadra jalapensis är en fjärilsart som beskrevs av Max Wilhelm Karl Draudt 1924. Charadra jalapensis ingår i släktet Charadra och familjen Pantheidae. Inga underarter finns listade i Catalogue of Life.